# Arthur Jeffrey Dempster
Arthur Jeffrey Dempster (14 août 1886 - 11 mars 1950) est un physicien canado-américain surtout connu pour ses travaux en spectrométrie de masse et sa découverte en 1935 de l'isotope 235 de l'uranium.

## Jeunesse et éducation

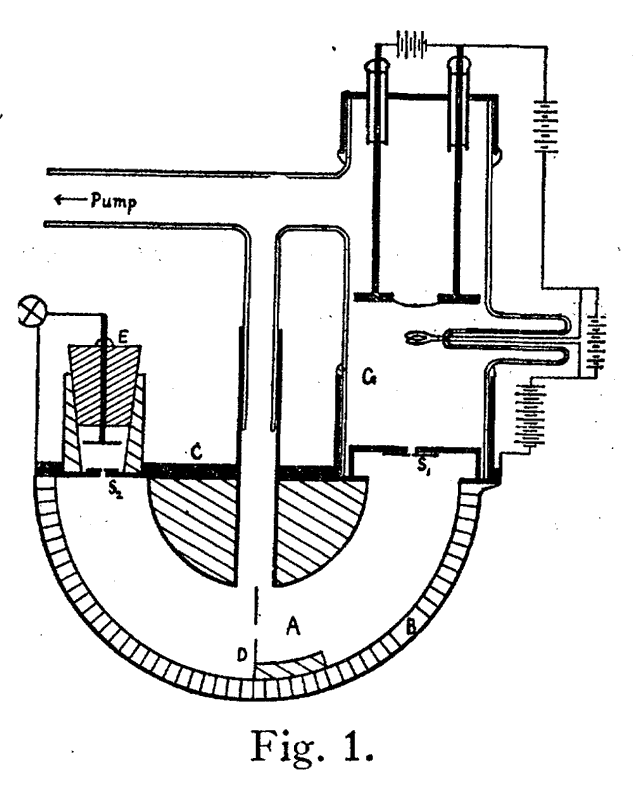
Analyseur de masse à secteur magnétique à 180 degrés de Dempster.

Dempster est né à Toronto, Ontario, Canada. Il obtient son baccalauréat et sa maîtrise à l'université de Toronto en 1909 et 1910. Il voyage pour étudier en Allemagne, puis part au début de la Première Guerre mondiale pour les États-Unis ; il y obtient son doctorat en physique à l'université de Chicago.

## Carrière académique
Dempster rejoint la faculté de physique de l'Université de Chicago en 1916 et y reste jusqu'à sa mort en 1950.
Pendant la Seconde Guerre mondiale, il travaille sur le Projet Manhattan pour développer les premières armes nucléaires au monde.
De 1943 à 1946, Dempster est physicien en chef du laboratoire métallurgique de l'Université de Chicago ou « Met Lab » qui est intégralement lié au projet Manhattan et fondé pour étudier les matériaux nécessaires à la fabrication de bombes atomiques. En 1946, il prend un poste de directeur de division au laboratoire national d'Argonne.
Dempster est décédé le 11 mars 1950 à Stuart, en Floride, à l'âge de 63 ans.

## Recherches
En 1918, Dempster développe le premier spectromètre de masse moderne, un appareil scientifique permettant aux physiciens d'identifier les composés par la masse des éléments dans un échantillon, et de déterminer la composition isotopique des éléments dans un échantillon. Le spectromètre de masse de Dempster est plus de 100 fois plus précis que les versions précédentes et établit la théorie et la conception de base des spectromètres de masse qui sont encore utilisées à ce jour. Les recherches de Dempster au cours de sa carrière se concentrent sur le spectromètre de masse et ses applications, menant en 1935 à sa découverte de l'isotope de l'uranium 235 U,. La capacité de cet isotope à provoquer une réaction en chaîne nucléaire de fission en expansion rapide permet le développement de la bombe atomique et de l'énergie nucléaire. Dempster était également connu comme une autorité sur les faisceaux d'ions positifs.